# Viggo Christensen
Viggo Christensen (* 29. April 1880 in Hagendrup bei Frederiksværk; † 9. August 1967 in Bagsværd) war ein dänischer sozialdemokratischer Kommunalpolitiker und Typograf. Er war, nach Schaffung des Amts, ab 1938 der erste Oberbürgermeister von Kopenhagen. Diese Position hielt er bis 1946 inne.

## Leben
Christensen war ein Sohn des Schlachters Christen Christensen und dessen Frau Sophie Amalie (geborene Collatz). Er erhielt bis 1899 eine Ausbildung zum Buchdrucker oder Typografen beim Holbæk Amts Dagblad. Dann unternahm er eine Reise durch Deutschland, die Schweiz und Italien. Er kam 1902 nach Kopenhagen und schloss sich dem Sozialdemokratischen Jugendverband dänisch Socialdemokratisk Ungdomsforening an. Er übernahm deren Vorsitz und war zudem von 1904 bis 1907 Vorsitzender des Karl-Marx-Clubs. Christensen war von 1904 bis 1909 Mitherausgeber der Zeitschrift Socialisten und von 1925 bis 1938 Herausgeber der Socialistens Kommunlattiden. Er war Mitglied in zahlreichen Vereinigungen.
Er war zunächst ab 1909 Bürgervertreter und von 1917 bis 1938 Bürgermeister im 3. Bezirk und zuletzt Oberbürgermeister in Kopenhagen. Christensen wurde mit der Fortjenstmedaljen in Gold ausgezeichnet. Er war zweimal verheiratet.